# شیرین و فرهاد (فیلم ۱۳۱۳)
شیرین و فرهاد یک فیلم عاشقانه ایرانی به کارگردانی عبدالحسین سپنتا و محصول سال ۱۳۱۴ است. این اثر اقتباسی از شیرین و فرهاد اثر وحشی بافقی است.

## خلاصه داستان
در حالی که تمام مهندسین برای کندن ترعه‌ای از بیستون به قصر اشکال می‌تراشند، یک کوه‌کن به نام فرهاد با نیروی عشق اینکار را انجام می‌دهد تا به محبوبش شیرین دست یابد.